# Чорнорудська сільська рада
Чорнорудська сільська рада — колишня адміністративно-територіальна одиниця та орган місцевого самоврядування у Вчорайшенському (Бровківському), Ружинському і Попільнянському районах Бердичівської округи, Київської й Житомирської областей Української РСР та України з адміністративним центром у с. Чорнорудка.

## Населені пункти
Сільській раді були підпорядковані населені пункти:
- с. Чорнорудка

## Населення
Відповідно до перепису населення СРСР, станом на 17 грудня 1926 року, чисельність населення ради становила 3 128 осіб, з них за статтю: чоловіків — 1 501, жінок — 1 627, етнічний склад: українців — 2 910, росіян — 18, євреїв — 22, поляків — 174, інших — 4. Кількість господарств — 746, з них несільського типу — 41.
Відповідно до результатів перепису населення СРСР, кількість населення ради станом на 12 січня 1989 року становила 1 209 осіб.
Станом на 5 грудня 2001 року, відповідно до перепису населення України, кількість мешканців сільської ради становила 1 005 осіб.

## Склад ради
Рада складалася з 16 депутатів та голови.

### Керівний склад сільської ради
| ПІБ                                | Основні відомості                                                 | Дата обрання | Дата звільнення |
| ---------------------------------- | ----------------------------------------------------------------- | ------------ | --------------- |
| Іщук Анатолій Олексійович          | Сільський голова, 1944 року народження, освіта, безпартійний      | 26.03.2006   | 31.10.2010      |
| Гутівський Олександр Володимирович | Сільський голова, 1962 року народження, освіта вища, безпартійний | 31.10.2010   |                 |

Примітка: таблиця складена за даними джерела

## Історія
Створена 1923 року в с. Чорнорудка Малочернявської волості Бердичівського повіту Київської губернії. Станом на 17 грудня 1926 року в підпорядкуванні ради значилися призавгосп Дзвиняче (згодом — Звиняче), лісові сторожки Дубина, Ізабелина, виселок Тарасівка, присілок Чорнорудка та залізнична станція Чорнорудка. З 1930 років на базі вис. Тарасівка, прис. Чорнорудка та селища зал. станції Чорнорудка утворено селище радгоспу Стаханівський. На 1 жовтня 1941 року лісові сторожки Дубина та Ізабелина не перебували на обліку населених пунктів.
Станом на 1 вересня 1946 року сільська рада входила до складу Вчорайшенського району Житомирської області, на обліку в раді перебували с. Чорнорудка та хутори Звиняче і Стахановський (згодом — Жовтневе).
11 січня 1960 року, відповідно до рішення Житомирського облвиконкому № 2 «Про зміни в адміністративно-територіальному поділі сільських рад в районах області», підпорядковано с. Мала Чернявка та х. Вербівка (згодом — Першотравневе) ліквідованої Малочернявської сільської ради Ружинського району. 10 березня 1966 року, відповідно до рішення Житомирського облвиконкому № 126 «Про утворення сільських рад та зміну в адміністративному підпорядкуванні деяких населених пунктів області», с. Мала Чернявка і с-ще Першотравневе передані до складу відновленої Малочернявської сільської ради Ружинського району[.
На 1 січня 1972 року сільська рада входила до складу Ружинського району Житомирської області, на обліку в раді перебували села Жовтневе, Чорнорудка та с-ще Звиняче.
25 квітня 1995 року, відповідно до рішення Житомирської обласної ради, с. Жовтневе та с-ще Звиняче передані до складу новоутвореної Жовтневої сільської ради Ружинського району.
31 липня 2018 року територія та населені пункти ради увійшли до складу новоствореної Вчорайшенської сільської територіальної громади Ружинського району Житомирської області.
Входила до складу Вчорайшенського (Бровківського, 7.03.1923 р., 13.02.1935 р.), Ружинського (5.02.1931 р., 28.11.1957 р., 4.01.1965 р.) та Попільнянського (30.12.1962 р.) районів.